# Pablo Parellada
Pablo Parellada y Molas (Valls, 13 de junio de 1855-Zaragoza, 15 de octubre de 1944) fue un militar, escritor, comediógrafo, humorista, periodista y dibujante español, conocido por sus pseudónimos «Melitón González» y «Pancho y Mendrugo».

## Biografía
Nació el 13 de junio de 1855 en la localidad tarraconense de Valls. Hijo de un alfarero, la familia se trasladó a Zaragoza cuando Parellada tenía seis años. Ingresó en la Academia Militar de Guadalajara en 1873, inicio de su carrera como ingeniero militar que culminaría en 1920, retirándose con el grado de coronel de Pontoneros. Tras ocupar diversos destinos en España, desde 1896 vivió en Zaragoza, donde fue profesor de la Academia General Militar.

Como dibujante de caricaturas y autor de artículos humorísticos usó los pseudónimos «Melitón González» y «Pancho y Mendrugo». 

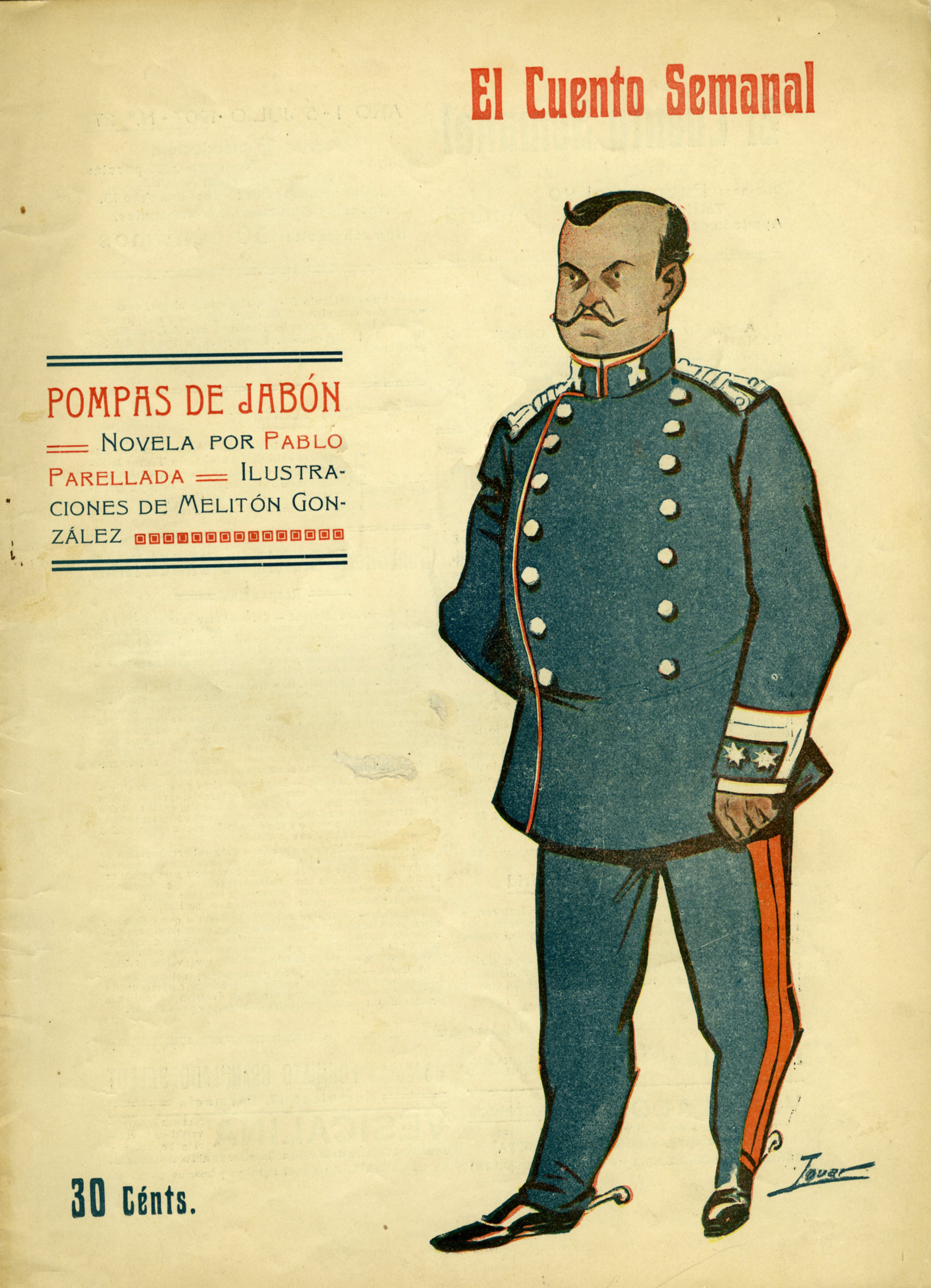
Pompas de jabón (n.º 27 de El Cuento Semanal, julio de 1907)

Escribió en periódicos y revistas no solo satíricos (en La Avispa, Madrid Cómico, Barcelona Cómica, Gedeón), sino también en Blanco y Negro, La Vanguardia, ABC, Nuevo Mundo, La Correspondencia de España, Heraldo de Aragón, en las bonaerenses Caras y Caretas y El Hogar y en la neoyorquina Pictorial Review. 
Empezó a estrenar piezas teatrales en el Teatro Lara (Madrid), con el sainete Los asistentes (1895). Escribió dos novelas extensas: Memorias de un sietemesino y El filósofo de Cuenca, y varias novelas cortas para colecciones como El Cuento Semanal, Los Contemporáneos, La Novela Mundial, La Novela de Viaje Aragonesa y El Cuento Azul. 
Su humor es fino, observador, inteligente, nada grosero ni pomposo; es original en las situaciones, casi siempre inesperadas, ingeniosas de trama y resolución y nada tópicas. Su lenguaje es castizo, puro y elegante, aunque es capaz de deformarlo con motivo caricaturesco, como demuestra en su Tenorio modernista (1906), «remembrucia enoemática y jocunda en una película y tres lapsos», en la que ataca el lenguaje hiperculto, declamatorio y pomposo del modernismo ininteligible para muchos. Algunos de sus artículos de humor fueron traducidos al inglés y recogidos en el volumen The Patent London Superfine (1896).
Casado con Rosa García Larascua en 1881, el matrimonio tuvo trece hijos. Parellada falleció en Zaragoza el 15 de octubre de 1944.

## Obras

### Teatro
- Entremeses, sainetes, monólogos, diálogos y teatralerias, Madrid: Librería de Francisco Beltrán, 1921.
- Tenorio modernista: remembrucia enoemática y jocunda en una película y tres lapsos ingénita del subintelectualmente Pablo Parellada, Madrid, R. Velasco, Impresor, 1906.
- Los asistentes, juguete cómico, 1920.
- El regimiento de Lupión (comedia en cuatro actos). Madrid: Sociedad de Autores Españoles, 1908.
- El figón. Sainete en un acto inspirado en una obra de Moratín. Madrid: Florencio Fiscowich, 1898
- La güelta 'e Quirico, pasillo cómico, Madrid: Sociedad de Autores Españoles, 1900.
- Amor sangre derrama
- El himno de Riego
- De Madrid a Alcalá
- Pelé Melé
- El gran filón
- La chifladura de Anita
- Lo que hace el vino
- Luna de miel
- Mujeres vienesas
- Baño de sol
- El buscador buscado
- Amores sangre derraman
- Historia de Cristóbal Colón
- En los labios de la muerte
- Mitin pro cocineras
- El arte de no decir nada
- El Tenorio en Castro Viruta
- La cantina. Sainete. Madrid: Florencio Fiscowich, 1896.
- La tomadora. Entremés, Madrid: Velasco, 1896.
- El teléfono. Juguete en un acto y en prosa, Madrid: Florencio Fiscowich, 1897.
- Camelo Tenorio
- Los divorciados
- El pleito de las gallinas. Sainete.
- En un lugar de la Mancha, comedia en tres actos y en prosa, Madrid: La Novela Cómica, 1917.
- La Forastera. Tragicomedia en un acto y prosa, Madrid: Sociedad de Autores Españoles, 1912
- Il Cavaliere di Narunkestunkesberg. Ópera humorística. Con asunto no comprendido en la tetralogía de Wagner. Música coordinada por el Maestro Tomás Becerra Madrid: Sociedad de Autores Españoles, 1914.
- Los de cuota
- Los Macarrones
- Lance inevitable. Juguete cómico en un acto y tres cuadros. Madrid: Ed. Sociedad de Autores Españoles, 1908.
- Tenorio musical.
- Con Gonzalo Cantó, El celoso extremeño. Zarzuela en un acto y tres cuadros inspirada en una novela de Cervantes, Madrid: S. Velasco, 1908.
- Repaso de examen. Entremés en un acto y en prosa, original Madrid: Sociedad de Autores Españoles, 1913.
- ¿Tienen razón las mujeres?
- ¡Qué amigas tienes, Benita!, 1921, muy reimpreso.
- Colonia veraniega
- El veranillo de San Martín.
- Las olivas. Cuento en un acto y dos cuadros, inspirado en una escena de Lope de Rueda. Madrid: Ed. Florencio Fiscowich, 1898.
- De pesca (diálogo en prosa). Madrid: Sociedad de Autores Españoles, 1922.
- La vocación (comedia en dos actos). Madrid: Sociedad de Autores Españoles, 1902.
- Así predicaba Diego. Comedia en tres actos y en prosa. Madrid, R. Velasco, 1921.
- Con Alberto Casañal Shakery, Historia cómica de Zaragoza, La justicia de Almudévar, Recepción académica, Cambio de tren y El gay saber.
- Con Luis Isabal, El doctor Fraile Calzado (adaptación de la pieza de Wilhelm Wolters

### Narrativa
- Memorias de un sietemesino. Novela episódica y humorística Madrid: Tip. Artística, 1879; segunda edición, Madrid, Francisco Beltrán, s.a. (c. 1910).
- El filósofo de Cuenca, Madrid, 1899.
- Los peces
- La mosca dorada, 1926
- Pompas de jabón, 1907.
- Ciudad muerta. Los Contemporáneos nº13, 1909.
- El reloj de Míster Hull. Madrid, La Novela Cómica, 1917.

### Varios
- A reírse tocan. Guasa, chunga y regocijo. Prosa y verso por Melitón González. Madrid: Ed. Francisco Beltrán,[s.a.]
- The patent London Superfine González Melitón. Barcelona: Ed. Pedro Torruella, 1896, artículos humorísticos.